# Pracowniczy program emerytalny
Pracowniczy program emerytalny (PPE) – dobrowolna forma ubezpieczenia społecznego w Polsce, stanowiąca element tzw. III filaru emerytalnego. 

## Formy
Pracownicze programy emerytalne początkowo uregulowane były w ustawie z dnia 22 sierpnia 1997 o pracowniczych programach emerytalnych, która przewidywała je w formie: 
- pracowniczego funduszu emerytalnego,
- umowy o wnoszeniu  składek do funduszu inwestycyjnego,
- umowy o ubezpieczenia na życie z ubezpieczeniowym funduszem kapitałowym, zawartej przez pracodawcę z zakładem ubezpieczeń na życie lub towarzystwem ubezpieczeń wzajemnych na życie.

Została ona zastąpiona ustawą z dnia 20 kwietnia 2004 o pracowniczych programach emerytalnych, która obok ww. form wprowadziła dodatkowo czwartą możliwość:
- zarządzania zagranicznego.

## Tworzenie
PPE może być zorganizowany w jednym zakładzie pracy lub jako międzyzakładowy. U jednego pracodawcy co do zasady może działać tylko jedno PPE. O wyborze formy PPE przesądza umowa między pracodawcą a reprezentacją pracowników. Po jej zawarciu pracodawca zawiera umowę z instytucją finansową lub tworzy pracownicze towarzystwo emerytalne. Program podlega wpisowi do rejestru prowadzonego przez organ nadzoru emerytalnego: 1999–2002 – Urząd Nadzoru nad Funduszami Emerytalnymi, 2002–2006 – Komisję Nadzoru Ubezpieczeń i Funduszy Emerytalnych, od 2006 – Komisję Nadzoru Finansowego.

## Funkcjonowanie
Pracownik przystępuje do PPE na podstawie swojej deklaracji składanej pracodawcy, również wszelkie oświadczenia woli kierowane do instytucji finansowej zarządzającej środkami w ramach PPE składane są za pośrednictwem pracodawcy.
PPE ma zawsze formę programu o zdefiniowanej składce. W ramach pracowniczego programu emerytalnego pracodawca odprowadza składki podstawowe za swoich pracowników – uczestników PPE wysokości nie wyższej niż 7% wynagrodzenia uczestnika. Program może dopuszczać też odprowadzanie składek dodatkowych przez pracowników. Składka podstawowa odprowadzana przez pracodawcę zwolniona jest z obciążenia składkami na ubezpieczenia społeczne. Zyski z inwestycji w ramach PPE i wypłata środków z PPE zwolnione są z podatku dochodowego od osób fizycznych. Środkami w ramach PPE zarządza wybrana instytucja finansowa. 
Wypłata z PPE może nastąpić na wniosek uczestnika po ukończeniu przez niego 60 lat, lub 55 lat po przedstawieniu przez niego decyzji o przyznaniu mu emerytury, bez wniosku – po ukończeniu przez uczestnika 70 lat, po śmierci uczestnika – na wniosek osoby uprawnionej.
Wypłata transferowa może być dokonana do innego PPE lub na indywidualne konto emerytalne.

## Rozpowszechnienie
31 grudnia 2020 PPE prowadziło 2370 pracodawców. Zarządzało nimi 30 instytucji finansowych. W PPE uczestniczyło wtedy 631 761 osób, a łączna wartość zgromadzonych aktywów wynosiła ok. 17 mld zł.